# Jean Tordo
Jean Tordo (* 14. Oktober 1927 in Draguignan; † 21. April 2017 in Vidauban, Département Var) war ein französischer Jazz- und Unterhaltungsmusiker (Klarinette, Bassklarinette, Baritonsaxophon).

## Leben und Wirken
Tordo lernte zunächst Gitarre, bevor er am Konservatorium in Toulon fünf Jahren Klarinettenunterricht hatte. Auf lokaler Ebene spielte er dort mit dem Bassisten Pierre Sim. 1954 zog Tordo nach Paris, wo er bis 1960 bei Marcel Bianchi spielte. 1960 nahm er mit Jo Privat auf (Manouche Partie, mit Matelo Ferret und Mac Kac). In dieser Zeit wirkte er auch bei Jamsessions im Jazzclub Tabou mit und trat im Club Jazz au chat qui pêche auf; im Blue Note spielte er mit Jacques Lalue (Piano) und Jean-Marie Ingrand (Bass). In den folgenden Jahren arbeitete er u. a. mit dem Vibraphonisten Dany Doriz, mit dem im November 1961 erste Aufnahmen entstanden, außerdem mit Jack Diéval, Michel Hausser, Bob Garcia, André Persiani und Bill Coleman. 1964–66 trat er im Club Trois-Mailletz mit dem Saxophonisten Dominique Chanson auf.
In den frühen 1960er-Jahren nahm Tordo außerdem mit eigenen Formationen Tanz- und Unterhaltungsmusik auf, Instrumentalnummern wie „Ah! Quel Surf!“ oder „Mailbu“, auch Eigenkompositionen wie „Double Whisky“ (1964) oder „Argentina Viva“ (1967). 1967 entstanden Aufnahmen mit Sarane Ferret (Tribute to Django), 1969 und 1971 noch mit Michel Attenoux (Give Peace a Chance... To the Dixieland), bevor er in den folgenden Jahren in der Region Provence-Alpes-Côte d’Azur mit eigenen Gruppen arbeitete.
Tordo spielte in der Tradition von Maurice Meunier und Lester Young. Unter eigenem Namen legte Jean Tordo das Album Joue… en douceur… Jean Tordo (Sonorop) vor; des Weiteren entstand für dieses Label mit dem Orchester Roger Bourdin und Annie Challan die LP Harp Time / New Baroque, Free Bach.